# Live – The Virgin Tour
Live – The Virgin Tour är Madonnas första videoalbum. Det släpptes av Sire Records och Warner Music Video den 13 november 1985 och innehåller en inspelad livekonsert från The Virgin Tour vid Cobo Arena i Detroit den 25 maj 1985. Regissören Danny Kleinman, som ledde inspelningen av turen på video, lämnade över filmen till Warner Bros. Records, som bestämde sig för att ge ut den i form av ett videoalbum. Madonna ville ha en ordentlig introduktion tillagd före själva livematerialet och bad regissören James Foley att spela in en, som visade upp henne i sin första stiländring med repliker om hur hon blev känd.
Efter utgivningen fick Live – The Virgin Tour blandade recensioner från kritiker, men kom att bli en kommersiell framgång i samband med att det toppade Billboards Music Video Sales-lista och blev den bäst säljande musikvideokassetten 1986. Videon har certifierats dubbelplatina av Recording Industry Association of America (RIAA) för att ha sålt 100 000 exemplar och i september 1986 fick det en "Video Software Dealers Award" för populäraste musikvideo. Liveframträdandena av "Like a Virgin" och "Dress You Up" släpptes även som musikvideor på MTV för att marknadsföra videoalbumet. Båda videorna nominerades till "Best Choreography" vid 1986 års MTV Video Music Awards.

## Låtlista
| Nr  | Titel                                                    | Kompositör                      | Längd |
| --- | -------------------------------------------------------- | ------------------------------- | ----- |
| 1.  | Dress You Up                                             | Andrea LaRusso, Peggy Stanziale | 8:04  |
| 2.  | Holiday                                                  | Curtis Hudson, Lisa Stevens     | 5:19  |
| 3.  | Into the Groove                                          | Madonna, Steve Bray             | 4:08  |
| 4.  | Everybody                                                | Madonna                         | 4:56  |
| 5.  | Gambler                                                  | Madonna                         | 5:10  |
| 6.  | Lucky Star                                               | Madonna                         | 6:45  |
| 7.  | Crazy for You                                            | John Bettis, Jon Lind           | 5:02  |
| 8.  | Over and Over                                            | Madonna, S. Bray                | 4:51  |
| 9.  | Like a Virgin (innehåller ett utdrag från "Billie Jean") | Tom Kelly, Billy Steinberg      | 4:51  |
| 10. | Material Girl                                            | Peter Brown, Roberta Rans       | 4:51  |